# کارسینوم درجا
کارسینوم‌درجا (به فرانسوی: Carcinome in situ) یا در اصطلاح سرطان‌شناسی(CIS)، تعریفی از فرم اولیه سرطان است اما در آن سلول‌های تومور، وضعیت تهاجم به بافت اطراف را ندارند. به عبارت دیگر، سلول‌های نئوپلاستیک در محدوده طبیعی خود گسترش می‌یابند ازاین‌رو به نام درجا (واژه لاتین in situ) نامیده می‌شوند. به عنوان مثال کارسینوم‌درجای پوست (بیماری بوون) از تجمع سلول‌های نئوپلاستیک اپیدرمال تشکیل می‌شود که قادر به نفوذ در لایه‌های عمیق‌تر درم نیستند. در برخی موارد اصطلاح «پیش سرطان» نیز برای این وضعیت به کار رفته می‌رود.